# Philadelphia Fusion
I Philadelphia Fusion furono una franchigia di pallacanestro della ABA 2000, con sede a Filadelfia.

## Storia
Creati nel 2003 come Jersey Squires terminarono all'ultimo posto la regular season nel 2003-04, venendo eliminati al primo turno dei play-off.
Trasferiti a Filadelfia, assunsero dapprima il nome di Philadelphia Colonials e poi di Philadelphia Fusion, disputando poche partite della stagione 2004-05 prima di dichiarare bancarotta nel febbraio del 2005.

## Stagioni
| Stagione | Lega     | Denominazione       | V | P  | %    | Piazzamento | Play-off    |
| -------- | -------- | ------------------- | - | -- | ---- | ----------- | ----------- |
| 2003-04  | ABA 2000 | Jersey Squires      | 3 | 23 | 11,5 | 7º          | Primo turno |
| 2004-05  | ABA 2000 | Philadelphia Fusion | 3 | 10 | 30,0 | 12º         | -           |